# Petite Église
Ne doit pas être confondu avec La petite église.
La Petite Église désigne des communautés locales, anciennement membres de l'Église catholique de France, ayant refusé la Constitution civile du clergé (1790) puis le concordat signé en 1801 par le Premier consul Bonaparte et le pape Pie VII. Ces communautés ont compté jusqu'à 90 000 fidèles au XIXe siècle. Malgré l'absence de prêtres depuis 1852, certaines communautés perdurent en organisant des prières calquées sur le déroulement de la messe catholique, dont la Petite Église des Deux-Sèvres, celle du Lyonnais, de l'Aveyron, de Bretagne, de Saône-et-Loire et de Belgique.

## Historique

### Histoire générale
La Petite Église est le fruit du mécontentement engendré dans certaines régions de France et de Belgique à la suite du Concordat de 1801, soit au sein du clergé, particulièrement dans le chef de certains évêques gallicans de l'Ancien Régime, mécontents de la perte de leur siège épiscopal, soit au sein de la paysannerie de province - particulièrement dans les régions demeurées favorables à la royauté - désorientée par les mutations concordataires comme les nouvelles lois sur le mariage, la modification des fêtes chômées, le redécoupage des évêchés... mais surtout par le fait que le pape puisse rompre la chaîne de succession apostolique en démettant un évêque.
Organisées dans un premier temps autour d'un clergé non-concordataire, une quarantaine de communautés locales dissidentes - souvent influencées par le jansénisme ou la théologie augustinienne - voient ainsi le jour en France parmi lesquelles :
- les basnieristes[4] dans la Manche,
- les blancs en Bourgogne,
- les bleus en Saône-et-Loire[5]
- les blanchardistes[6] dans le Calvados
- les clémentins[7] en Seine-Inférieure
- les enfarinés dans l'Aveyron
- les filochois de Château-du-Loir dans la Sarthe, adeptes de Gervais Philoche, apothicaire
- les illuminés dans le Lot-et-Garonne
- les louisets dans la région de Fougères
- les purs à Montpellier...

Un groupe janséniste convulsionnaire lyonnais dirigé par les abbés Jean-Dominique Chaix puis Claude Germain refuse également le Concordat et prend le nom de Petite Église, une dénomination qui servira progressivement à désigner la plupart de ces communautés locales pourtant non uniformes et qui généralement s'ignorent les unes les autres. Dans les Départements réunis, un mouvement appelé stevenistes apparaît dans le Brabant à l'instigation de l'ecclésiastique Corneille Stevens.
Ces communautés schismatiques ont perduré après la Restauration et ont pu compter ensemble jusqu'à 90 000 fidèles. Leur déclin s'est pourtant fait sentir dès le XIXe siècle sous les pressions conjointes des autorités politiques et de l'Église catholique mais surtout consécutivement à la disparition progressive du clergé non concordataire dont le dernier représentant meurt en 1852. En effet, aucun de ces évêques n'avait consacré de successeur susceptible d'ordonner de nouveaux prêtres.
Ces communautés sans plus de prêtre à leurs côtés depuis lors, survivent néanmoins par l'organisation laïque de l'enseignement religieux et du culte sans messe, les prières étant désormais dites à la maison ou dans des chapelles (comme en Poitou ou en Belgique). La dénonciation du concordat en 1905 et différentes tentatives de rapprochement ne modifieront pas la situation de ces communautés vis-à-vis de l'Église catholique.
Une quarantaine de ces groupes ont été identifiés dans toute la France et en Belgique (française à l'époque). Ces groupes rassemblaient quelque 100 000 fidèles au début du XIXe siècle. Ce sont les derniers survivants du gallicanisme de la France d'Ancien Régime qui refusent l'ultramontanisme, le concordatisme et la Révolution française. Leurs missels continuent d'utiliser les formulations en latin du rite gallican que lisaient le roi Louis XVI et la reine Marie-Antoinette en captivité, le rite de saint Pie V n'ayant été introduit en France qu'au milieu du XIXe siècle.
De nos jours[Quand ?], seules quatre communautés subsistent qui rassemblent environ 4 000 fidèles : la Petite Église des Deux-Sèvres (3 000 fidèles), les « stévenistes » belges (300 fidèles), les « Blancs » en Bourgogne (300 fidèles) et la Petite Église du Lyonnais (400 fidèles).

### La «messe» de la Petite Église
Il ne s'agit pas de la messe à proprement parler mais de la récitation de celle-ci, donc sans sacrement, avec quelques aménagements spécifiques :
- Les fidèles commencent par réciter le chapelet.
- Le Miserere et le De profundis sont ensuite chantés.
- Puis viennent le chant de l'introït, le Kyrie, le Gloria et le Credo issus de la Messe des catéchumènes.
- Le Sanctus, l'Agnus Dei et le chant de communion viennent compléter l'office.
- Enfin, les lectures de l'épître et de l'évangile concluent la réunion, parfois suivie d'un nouveau chapelet.

## Petite Église de l'Aveyron: lesEnfarinés
Les renseignements suivants concernent l'histoire de la Petite Église de l'Aveyron, mais sont très significatifs de l'histoire de nombreux autres groupes de ce mouvement.
L'évêque de Rodez, Seignelay Colbert de Castlehill, s'oppose au concordat. À la suite de l'action du vicaire Bernard Souquières, réfractaire particulièrement convaincu qui se cache dans la vallée du Lot, plusieurs communautés de l'Aveyron le suivirent, notamment Notre-Dame-d'Aynès, Grand-Vabre, Villecomtal et de l'autre côté du Lot dans le Cantal, Cassaniouze, Vieillevie, Ladinhac, Saint-Projet, et plus loin dans le Cantal Saint-Illide.
Les membres de ces communautés, menés par les abbés Delhom et Régis, furent surnommés les enfarinés parce qu'ils gardaient les cheveux longs et poudrés à la mode de l'Ancien Régime.
À partir de 1810, par manque de prêtres, les communautés s'étiolent. Certaines cependant se maintiennent longtemps hors de la « grande Église », se réunissant les dimanches, se baptisant entre eux, refusant d'entrer dans les églises ou bien d'accueillir un prêtre pour le sacrement des malades. Le plus ancien des enfarinés présidait les obsèques.
La Petite Église se maintint à Cassaniouze, dans le hameau de La Bécarie, jusqu'en 1911, année où l'évêque de Saint-Flour, Paul Lecœur, reçut l'abjuration des derniers fidèles, dès lors réintégrés au siège de Pierre.

## Petite Église en Bretagne: lesLouisets
En Bretagne les résistants à l'Église constitutionnelle, puis concordataire, sont appelés les « Louisets ».
Ce nom provient de celui du dernier lieu de culte public où se réunissaient les catholiques qui résistaient à la constitution civile du clergé, la chapelle de l'hôpital Saint-Louis de Fougères. Ils étaient particulièrement nombreux dans les paroisses de Parigné, Landéan et La Bazouge-du-Désert.
Le « patriarche » des Louisets était l'abbé Joseph Goret des Martinais (1753 - 1816), un prêtre issu d'une famille illustre du pays fougerais.
Peu de mois après la promulgation du Concordat en avril 1801, l'abbé Goret des Martinais quitta la chapelle Saint-Louis pour ne plus célébrer avec ses fidèles que dans l'enceinte de son hôtel particulier situé impasse de l'Aumaillerie (aujourd'hui rue Chateaubriand).
D'autres prêtres suivirent cet exemple comme l'abbé Fleury (1758-1832), ou son successeur l'abbé de Juvigny, le dernier prêtre des Louisets qui resta présent à Fougères où il mourut en 1843. Ces derniers célébraient chez Mme de la Lézardière, une autre personnalité de l'aristocratie locale.
Sous l'Empire, les autorités civiles ne tracassèrent guère les Louisets. Ils formaient un milieu relativement nombreux, mais très fermé, et ils n'ont jamais été perçus comme un groupe susceptible de menacer l'ordre public, comme ce pouvait être le cas dans d'autres régions.
C'est avec la Restauration qu'ils subirent les plus fortes persécutions sous la pression du clergé, bien décidé à faire rentrer toutes les ouailles dans les rangs et soucieux d'imposer pleinement son autorité. Cette position prit de multiples formes : encouragement des tracas policiers qui allèrent jusqu'à des arrestations, défense de commercer avec les Louisets ou de leur donner du travail.
En conséquence, le petit monde des Louisets devint suspicieux et secret envers toute personne externe à son milieu. Cette défiance fait qu'il est très rare qu'un Louiset se reconnaisse publiquement comme tel. De cette période naît l'usage de ne jamais parler de religion hors du cercle familial et de limiter le plus possible les contacts sociaux surtout vis-à-vis des « Haineux » (sobriquet donné à l'origine aux prêtres qui avaient accepté de prêter serment de « haine à la monarchie » pendant la Révolution, puis attribué à l'ensemble des catholiques qui admettent le « nouvel ordre des choses »).
Ces pressions poussèrent enfin un certain nombre de ces familles, acculées à la misère ou simplement soucieuses d'échapper aux tracasseries pour pouvoir suivre en paix leur conscience, à quitter la Bretagne pour rejoindre la capitale où elles pouvaient plus facilement passer inaperçues, ou parfois même à émigrer à l'étranger, en particulier au Canada. Cette persécution poussa à son paroxysme un dégoût viscéral pour le clergé acquis au nouvel ordre politique et religieux, sentiment qui passe de génération en génération : un des comportements classique du Louiset est de ne jamais admettre le moindre contact avec le clergé issu de la Révolution, ni de mettre les pieds dans une église pendant le déroulement d'une célébration religieuse. Peu communautaire dès l'origine, il n'existe aucune volonté de mettre en place une quelconque organisation ou une forme associative pour structurer ce courant religieux ou fédérer les familles. Les Louisets ne demandent rien et n'aspirent qu'à être invisibles pour être laissés en paix. De plus, à l'horreur que suscite chez eux le clergé héritier de la Révolution et de l'Empire, ainsi que ses orientations actuelles (le « dialogue avec le monde moderne » n'est pour eux que le dernier avatar de l'inacceptable esprit de compromission de l'Église de France manifesté dans l'acceptation du concordat napoléonien) s'ajoute celui pour les groupes ou mouvements qui se situent aux frontières du catholicisme, catalogués sans appel comme des dérives schismatiques ou sectaires.
Les Louisets (comme tous les dissidents de la Petite Église) frémissent à la seule idée que leur glorieuse tradition de fidélité aux « évêques légitimes de Bretagne » puisse offrir un paravent d'honorabilité à des aventuriers du religieux qui se présentent aujourd'hui comme les héritiers de l'Église gallicane. Cette dimension religieuse exclusivement familiale ou même individuelle est revendiquée aujourd'hui comme une identité propre et un gage de pleine appartenance à l'Église catholique. À cette fin, subtilement, ils insistent sur le fait qu'ils « prient pour le Pape » et ils refusent en général, de débattre de la question de la légitimité du clergé en France. Ils affirment seulement « ne pas pouvoir recourir à leur ministère » et s'en tenir pour leur vie religieuse aux dernières dispositions pastorales laissées par les évêques légitimes pour les temps de persécutions qui, affirment-ils, ne sont pas clos.
Le culte suit le calendrier religieux de l'Ancien Régime et les anciennes observances (surtout en ce qui concerne la discipline du jeûne). Depuis 1801, il est devenu exclusivement domestique, ce qui fait d'eux par définition des « chambristes ». Il se caractérise le plus souvent par la présence dans la demeure ou l'appartement familial d'une « chapelle », nom donné à une haute et vaste armoire placée dans la plus belle pièce de la demeure, privée de tout signe sacré extérieur susceptible de dévoiler sa réelle destination. Elle reste habituellement fermée, surtout en présence d'étrangers à la famille. À l'heure de la « messe » ou des vêpres ou du rosaire, le doyen ou la doyenne de la famille ouvre l'armoire et découvre ainsi un autel domestique en forme de triptyque dont la richesse du décor intérieur contraste avec l'anonyme sobriété externe. Les ornements du jour sont tirés des tiroirs de la partie basse (nommée « sacristie ») et sont placés sur l'autel. Sur la partie supérieure de l'autel, comme sur les parties internes des portes de l'armoire, plusieurs étagères supportent des images sacrées, des statues de saints et des chandeliers.
Les « chapelles » les plus aimées sont celles qui conservent, en outre, un « trésor », nom donné à des vases liturgiques qui ont été utilisés par le clergé réfractaire ou qui ont été soustraits pendant la Révolution pour leur éviter d'être « souillés par le culte concordataire ». La célébration est assurée par le doyen qui dirige à voix basse la récitation de l'office de la messe à laquelle répond le reste de la famille, à l'exception des prières consécratoires qui sont lues dans le plus grand silence, ponctué au début et à la fin par les roulements des clochettes d'autel qui signalent le temps de la « consécration ». La communion eucharistique est spirituelle.
Les mariages mixtes sont vécus comme de véritables drames et ils entraînent une rupture immédiate des rapports avec le jeune couple si le (la) fiancé(e) n'accepte pas d'adopter les usages religieux de la famille (« se louiser »),.
La plupart des ouvrages qui étudient la Petite Église fait à peine quelques allusions à ce mouvement de résistance catholique en Bretagne pour concentrer presque exclusivement son attention sur la région vendéenne.
La dernière personne se réclamant des Louisets, une dame très âgée, serait morte en 1975 à Landéan.

## Petite église en Saône-et-Loire: lesBlancs

### Les blancs du charolais
Dans le charolais, la séparation des blancs est spontanée et ne résulte pas de l’action d’évêques. Les trois principaux centres furent les paroisses de Tancon, de Saint-Germain-des-Bois et de Varennes-sous-Dun. En 1851, un dénombrement approximatif fait apparaître des blancs dans 19 communes, avec un effectif de 220 personnes réparties en 53 familles.
Les usages cultuels des blancs sont les suivants : les cérémonies se déroulent dans des chapelles domestiques, des fêtes supprimées dans l'Église officielle sont conservées (fête de Saint Jean-Baptiste…), l’abstinence est scrupuleusement respectée, les blancs administrent eux-mêmes le baptême…

### Les blancs du canton de Buxy
Les 43 blancs identifiés lors du recensement de 1851 habitent 4 communes : Buxy, Saint-Boil, Sainte-Hélène et Villeneuve-en-Montagne.

## Petite Église en Belgique: lesStévenistes
Il a existé une Petite Église en Belgique, plus particulièrement dans la province de Namur ; l'abbé Gilles-François Theys (1755-1837) fut à l'origine de ce mouvement qui ne comptait déjà qu'un petit nombre de membres laïcs vers 1870, en compte encore quelques-uns aujourd'hui, mais sans clergé. En Brabant, ils sont notamment connus sous le terme générique de vieux-chrétiens.
En Belgique (à Wavre) se trouvent les racines de la «Petite Église Apostolique Vieille Catholique », dont le siège international se situe aujourd'hui encore outre-quiévrain. En 1971, cette communauté syro-gallicane, fondée par Corneille Stevens, se démarque des autres groupes anticoncordataires en récupérant ses pouvoirs d'ordres via la succession apostolique de l'Église Vieille-Catholique d'Angleterre, juridiction chrétienne elle-même en intercommunion avec l'Archidiocèse Grec Orthodoxe d'Amérique du patriarcat de Constantinople. Depuis lors, elle poursuit un dialogue œcuménique important avec d'autres Petites Églises orientales, notamment sur le sol belge avec les syriaques orthodoxes. À partir du milieu des années 1990, les prêtres de cette Petite Église belge sont connus pour être très engagés dans la pastorale de l'exorcisme ainsi que dans la mission d'évangélisation. Toujours opposée au Concordat napoléonien jusqu'à ce jour, la Petite Église Apostolique Vieille Catholique se considère comme héritière du stévenisme des origines. 

### Ouvrages
- Alain Cabantous, Une histoire de la Petite Église en France : XIXe – XXIe siècle, Paris, Cerf, 2023 (ISBN 978-2-204-14757-6).
- Thierry Trimoreau, La Petite Église dans la Sarthe sous le consulat et le premier empire (1802-1815), édition Notre-Dame Saint-Joseph, 2011 (ISBN 978-2-9539850-1-6).
- Pierre Dane, Les dissidents du Bocage : De le Révolution à la « Petite église » : la genèse d'une dissidence de la religion catholique dans le bocage bressuirais, éditions du Petit Pavé, coll. « Points et contrepoints », 2004 (ISBN 978-2-84712-049-3).
- Guy Janssen, La Petite Église en 30 questions, Geste éditions, coll. « En 30 questions », 1999 (ISBN 978-2-910919-91-7, présentation en ligne).
- Jany Rouger (dir.) et Jean-Louis Neveu (oui), La Petite Église, deux siècles de dissidence, Parthenay, UPCP/Geste Paysanne, coll. « La Boulite », 1987 (ISBN 978-2-905061-12-6).
- Émile Torfs, Le stévenisme dans le sud-ouest du Brabant, Cercle Archéologique d'Enghien, 1955.
- Camille Latreille, L’opposition religieuse au Concordat de 1792 à 1803, éd. Hachette, 1910.
- Camille Latreille, Après le Concordat, l’opposition de 1803 à nos jours, éd. Hachette, 1910.

### Articles
- Jean-Pierre Chantin, Anticoncordataires ou Petite Église ? Les oppositions religieuses à la loi du 18 germinal an X dans Chrétiens et Sociétés. XVIe – XXe siècles, RESEA, Lyon, no 10, 2003 p. 95–107 [lire en ligne].
- Pascal Paineau, « Vendée : les derniers survivants de la "Petite Église" », dans L’Histoire, no 169, septembre 1993, p. 68–71.
- H. Maisonneuve, article « Petite Église », dans Catholicisme, hier, aujourd’hui, demain, t.XI, fasc. 49, col.63-80, éd. Letouzey et Ané, 1986.
- Marguerite Rebouillat, « Étude comparée des schismes anti-concordataires en France », dans Revue du Bas-Poitou no 73, Fontenay-le-Comte, 1962.
- André Latreille, « Les origines de la Petite Église en Poitou », dans Mélanges littéraires et historiques publiés à l'occasion du centenaire de sa restauration, 8 octobre 1845, série Science de l'homme, no 10, Les Belles Lettres, Université de Poitiers, 1946, p. 99–119.
- J.M. Kermorvant, « La Petite Église dans le diocèse de Vannes », dans La Revue morbihannaise, 3e année, no 5, septembre 1893, p. 150-164.